# یواس‌اس تیلور (ای‌ام-۱۲۲)
یواس‌اس تیلور (ای‌ام-۱۲۲) (به انگلیسی: USS Swift (AM-122)) یک کشتی بود که طول آن ۲۲۱ فوت ۳ اینچ (۶۷٫۴۴ متر) بود. این کشتی در سال ۱۹۴۲ ساخته شد.